# Josef Seuß
Josef Seuß (* 3. März 1906 in Nürnberg; † 28. Mai 1946 in Landsberg am Lech) war ein deutscher SS-Hauptscharführer, Rapportführer und stellvertretender Schutzhaftlagerführer im KZ Dachau. Er war auch Kommandoführer im Dachauer Außenkommando Radolfzell und Kommando- bzw. Lagerführer der dem KZ Natzweiler-Struthof zugehörigen Außenkommandos Oberehnheim (1943), Schömberg, KZ Erzingen, Leonberg, KZ Bisingen, Thil und Dautmergen (1944).

## Biografie

### Werdegang
Josef Seuß war von Beruf Schreiner. Ab 1928 war er arbeitslos. Am 1. März 1932 trat er der NSDAP (Mitgliedsnummer 1.725.814) bei. Am 2. März 1932 wurde er Mitglied der allgemeinen SS (SS-Nr. 89.399). Ab dem 20. April 1933 gehörte er zum Personal des Konzentrationslagers Dachau. Zunächst 13 Monate als Wache eingesetzt, arbeitete Seuß dann 4 1⁄2 Jahre als Telefonist in der Lagerkommandantur. Ab 1938 oder 1939 war Seuß Wärter im sogenannten Kommandanturarrest, in dem Häftlinge in Einzelhaft festgehalten wurden. Im Winter 1939/1940 wurde er vorübergehend im KZ Flossenbürg eingesetzt, da das KZ Dachau in dieser Zeit für die Ausbildung der SS-Division „Totenkopf“ genutzt wurde. Ab Mai 1941 war Seuß Kommandoführer im Außenkommando Radolfzell, einem Außenkommando des KZ Dachau. Nach seiner Rückkehr nach Dachau im August 1942 war Seuß dort zunächst stellvertretender Rapportführer, später dann stellvertretender Schutzhaftlagerführer. Seine Tätigkeit in Dachau endete im November 1942, denn er wurde ab 1. Dezember 1942 zum elsässischen Konzentrationslager Natzweiler-Struthof versetzt.
Vom 15. Dezember 1942 bis Dezember 1943 war er Lagerführer im Außenkommando Oberehnheim, wo die Häftlinge zu Bauarbeiten für die SS-Nachrichtenschule Oberehnheim gezwungen waren. Ab Dezember 1943 bis April 1945 war Josef Seuß Lagerkommandant in den Außenlagern Schömberg, Thil, Leonberg und Dautmergen. Seuß, von den Häftlingen in Schömberg lediglich als „Zack-Zack“ bezeichnet, war bekannt dafür, trotz des Winters Kommandos „ohne Schuhe“ zu bilden. Noch im November 1944 sollte Seuß im Rahmen der Verlegung des Daimler-Benz-Werkes von Gaggenau ins vordere Tal der Eyach bei Neuenbürg den Einsatz von etwa 90 KZ-Häftlingen aus Natzweiler organisieren. Er traf sich zu entsprechenden Planungen mit Vertretern des Unternehmens in Gaggenau, was ein Brief von Seuß an die Kommandantur Natzweiler belegt.

### Nach Kriegsende

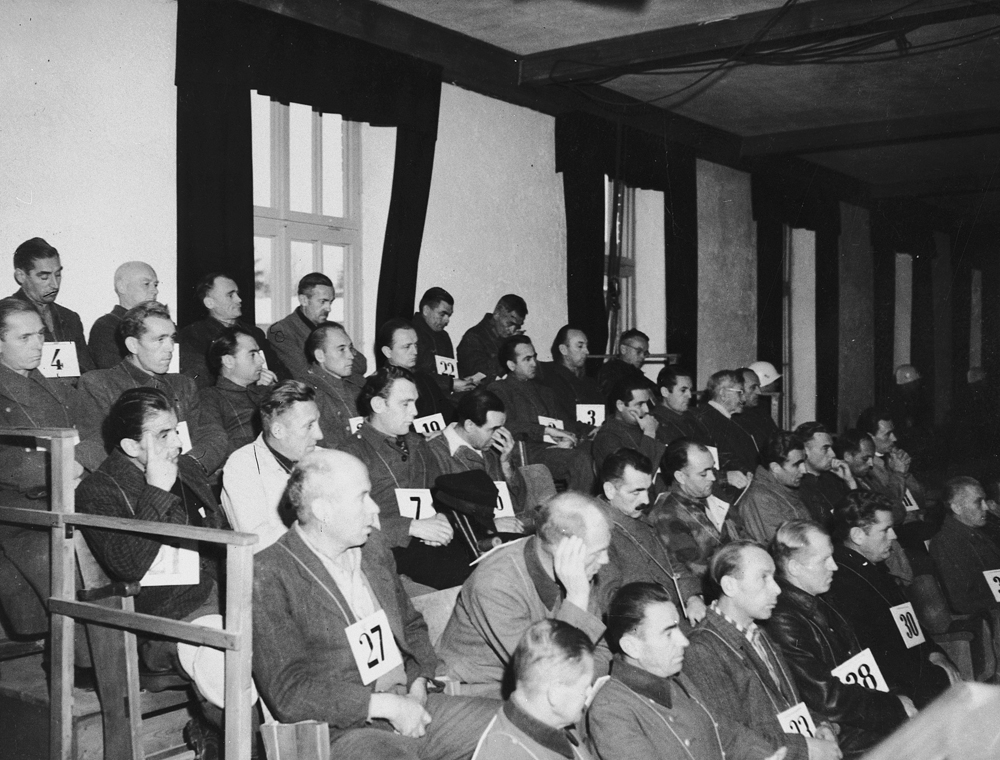
Anklagebank im ersten Dachauer Prozess. Josef Seuß: zweite Reihe von oben, links außen

Nach Kriegsende war Seuß ab dem 15. November 1945 zusammen mit weiteren 39 Angehörigen des Lagerpersonals Angeklagter im Dachau-Hauptprozess, der im Rahmen der Dachauer Prozesse stattfand. Die Anklage vor dem US-amerikanischen Militärgericht lautete auf „Verletzung der Gesetze und Gebräuche des Krieges“, gleichermaßen gegen Zivilpersonen wie gegen Kriegsgefangene. Innerhalb der Anklage spielte der Begriff des „Common Design“, des gemeinsamen Vorhabens eines Verbrechens, eine zentrale Rolle: Nicht allein die individuellen Taten des KZ-Personals wurden als verbrecherisch angesehen, sondern das System der Konzentrationslager an sich. Im Zuge der Vorermittlungen hatte es sich als schwierig erwiesen, einzelne Verbrechen den jeweiligen Angeklagten zuzuordnen, da nur einige KZ-Häftlinge überlebt hatten, die infolge ihrer Traumatisierung nur unpräzise Aussagen tätigen konnten oder die Namen der Täter nur teilweise kannten.
Nach Aussagen von Häftlingen hatte Seuß Gefangene geschlagen; ein Häftling erklärte: „Seuß war kein Mensch.“ In einem vor Prozessbeginn entstandenen Affidavit gab Seuß an, im August 1942 einmal an der Erschießung sowjetischer Kriegsgefangener in Dachau beteiligt gewesen zu sein. Die Kriegsgefangenen seien direkt vom Bahnhof zum Schießstand der SS gebracht worden, dort gezwungen worden, sich auszuziehen, und dann erschossen worden. In seiner Erklärung gab Seuß außerdem an, die KZ-Häftlinge im Außenkommando Radolfzell geschlagen, diese dort „besonders hart behandelt“ zu haben. Der Mitangeklagte Hugo Lausterer, Wachmann des Arbeitskommandos unter Seuß zwischen Februar und August 1942, gab über seinen Vorgesetzten zu Protokoll: „SS-Hauptscharführer Seuß schlug die Gefangenen sehr oft während ihrer Zeit in Radolfzell. Er schlug sie mit seinen Händen, mit Stöcken und trat sie auch mit Füßen. Einmal sah ich, wie er einen kranken Häftling schlug, weil der Häftling zu krank für die Arbeit war. Ich sah Seuß auch, wie er Häftlinge von einem 30 bis 50 m hohen Damm hinunterstieß. Er tat dies, nachdem er sie geschlagen hatte.“ Seuß räumte ferner ein, in Dachau einmal an der Erschießung von drei Gefangenen beteiligt gewesen zu sein, die sich im Kommandanturarrest befanden. Während seiner Zeit als Wärter im Kommandanturarrest sei Pfahlhängen gleichermaßen bei Verhören wie als Bestrafungsmaßnahme angewandt worden. Zudem sei er ebenso wie sein Bruder an einem „Invalidentransport“ beteiligt gewesen. Bei diesen Transporten wurden kranke und geschwächte Häftlinge in die NS-Tötungsanstalt Hartheim bei Linz gebracht und in der dortigen Gaskammer ermordet. Er habe vorab gewusst, dass die Häftlinge in Hartheim getötet werden sollten, so Seuß. Er gab an, ihm sei bekannt gewesen, dass er und sein Bruder unter den Gefangenen einen schlechten Ruf hatten. Seuß bedauerte in seiner Aussage die Zustände im Konzentrationslager Dachau und die schlechten Lebensbedingungen der Häftlinge.
Am 13. Dezember 1945 wurde Josef Seuß gemeinsam mit 35 Mitangeklagten zum Tode verurteilt. Beim Urteil wurden als individuelle Exzesstaten bei Seuß das Schlagen und Treten von Häftlingen berücksichtigt. Nach seiner Verurteilung erfolgte im Kriegsverbrechergefängnis Landsberg ein Interview durch den Gerichtspsychologen des interalliierten Nürnberger Militärtribunals, Gustave M. Gilbert. Durch Gilbert ist aus diesem Gespräch die vermeintliche Äußerung von Seuß zu seiner Tätigkeit im Konzentrationslager überliefert: 

„Was konnte ich machen? Ein Soldat kann nur Befehle ausführen. Wir wussten nicht, dass Himmler solch ein Schuft war, sich aus dem Staub zu machen und uns in der Patsche sitzen zu lassen.“
Das Todesurteil gegen Seuß wurde am 5. April 1946 vom Oberbefehlshaber der amerikanischen Streitkräfte in Europa bestätigt, dem hierzu eine entsprechende Empfehlung durch ein „Review Board“ der Armee vorlag. Seuß wurde am 28. Mai 1946 im Kriegsverbrechergefängnis Landsberg gehängt. Er war verheiratet und hatte fünf Kinder.
Josef Seuß hatte einen um ein Jahr jüngeren Bruder, SS-Hauptscharführer Wolfgang Seuß (1907–1979), der als Rapport- und Schutzhaftlagerführer in Dachau und seit der gemeinsamen Versetzung 1942 auch in Natzweiler wegen seiner Grausamkeiten nicht weniger gefürchtet war. In gerichtlichen Zeugenaussagen und in Erinnerungstexten überlebender Häftlinge kam es mitunter zu namentlichen Verwechslungen der beiden Brüder.